# Municipio de Belgrade (Minnesota)
El municipio de Belgrade (en inglés: Belgrade Township) es un municipio ubicado en el condado de Nicollet en el estado estadounidense de Minnesota. En el año 2010 tenía una población de 1052 habitantes y una densidad poblacional de 11,9 personas por km².

## Geografía
El municipio de Belgrade se encuentra ubicado en las coordenadas 44°13′32″N 94°4′2″O / 44.22556, -94.06722. Según la Oficina del Censo de los Estados Unidos, el municipio tiene una superficie total de 88.41 km², de la cual 87,81 km² corresponden a tierra firme y (0,68 %) 0,6 km² es agua.

## Demografía
Según el censo de 2010, había 1052 personas residiendo en el municipio de Belgrade. La densidad de población era de 11,9 hab./km². De los 1052 habitantes, el municipio de Belgrade estaba compuesto por el 97,81 % blancos, el 0,48 % eran afroamericanos, el 0,1 % eran amerindios, el 0,1 % eran asiáticos, el 0,1 % eran de otras razas y el 1,43 % eran de una mezcla de razas. Del total de la población el 0,57 % eran hispanos o latinos de cualquier raza.